# 尚特赖讷 (上马恩省)
尚特赖讷（法語：Chantraines，法語發音：[ʃɑ̃tʁɛn]）是法国上马恩省的一个市镇，位于该省中部，属于肖蒙区。

## 地理
尚特赖讷（48°13'8"N, 5°14'50"E）面积10.42 平方千米，位于法国大東部大區上马恩省，该省份为法国东北部内陆省份，北起马恩省和默兹省，西接奥布省，西南接科多尔省，东南接上索恩省，东临孚日省。
与尚特赖讷接壤的市镇（或旧市镇、城区）包括：马雷耶、罗什福尔叙拉科特、昂德洛-布朗什维尔、布里欧库尔、锡雷莱马雷耶。

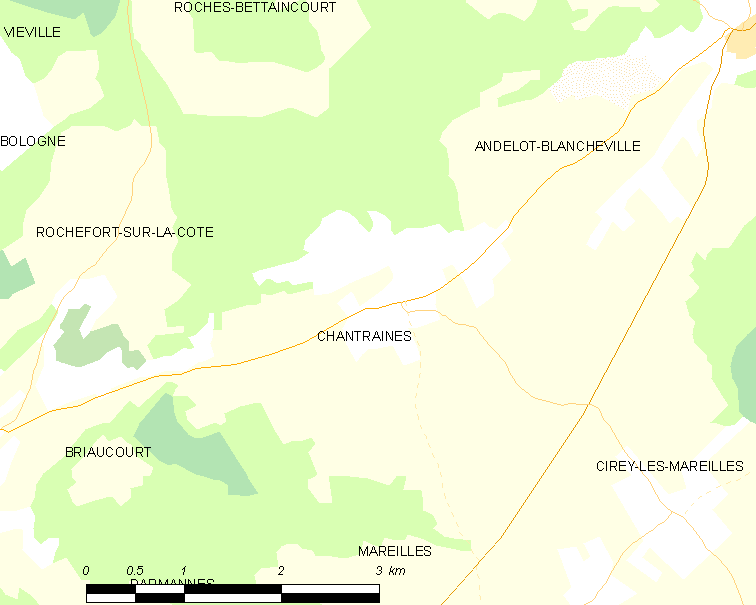
的OSM定位图

尚特赖讷的时区为UTC+01:00、UTC+02:00（夏令时）。

## 行政
尚特赖讷的邮政编码为52700，INSEE市镇编码为52107。

## 政治
尚特赖讷所属的省级选区为博洛涅县。

## 人口

1962-2008年间人口变化图示

尚特赖讷于2022年1月1日时的人口数量为201人。